# Рис, Мэтт
Мэтт Рис (англ. Matt Reis; род. 28 марта 1975, Атланта) — американский футболист, выступавший на позиции вратаря.

## Карьера

### Клубная
Рис был выбран клубом «Лос-Анджелес Гэлакси» в третьем раунде Колледж драфта MLS 1998. В калифорнийском клубе был запасным вратарём, поэтому Мэтт за пять сезонов принял участие в 38 матчах. В 2001 году из-за травмы основного вратаря, Кевин Хартман, Рис смог принять участие в 16 матчах национального чемпионата. В 2000 году 7 матчей провёл в аренде в клубе «Ориндж Каунти Уэйвс». В 2003 году Рис был отдан в «Нью-Инглэнд Революшн» в обмен на Алекса Пинеда Чакон и выбора во втором раунде Супердрафта 2003.
В «Революшн» Рис начинал в качестве резервного вратаря, но уже в середине сезона 2004 года стал основным. Он стал первым вратарём, которому отбить два пенальти в одном матче плей-офф MLS против «Коламбус Крю». Он также дважды отбил удары футболистов «Чикаго Файр» в первом раунде плей-офф сезона 2006 года. Дважды был в номинантах на премию «MLS Голкипер года»ː в 2005 и 2006 годах. В 2007 году стал обладателем Открытого кубка США и в 2008 году он выиграл Североамериканскую суперлигу.
Сезон 2013 стал последним для Риса в качестве игрока. В 2014 году занял должность тренера вратарей в клубе «Лос-Анджелес Гэлакси».

### В сборной
Дебют за национальную сборную США состоялся 22 января 2006 года в матче против сборной Канады. Был включён в состав сборной на домашний Золотой кубок КОНКАКАФ 2005, где «янки» взяли золотые медали. Всего Рис провёл за сборную 2 матча.

## Достижения

### «Лос-Анджелес Гэлакси»
- Обладатель Лиги чемпионов КОНКАКАФ: 2000
- Обладатель Кубка MLS: 2002
- Обладатель Открытого кубка США: 2001

### «Нью-Инглэнд Революшн»
- Обладатель Открытого кубка США: 2007
- Обладатель Североамериканской суперлиги: 2008

### Сборная США
- Обладатель Золотого кубка КОНКАКАФ: 2005